# Rapovce
Rapovce es un municipio del distrito de Lučenec en la región de Banská Bystrica, Eslovaquia, con una población estimada a final del año 2024 de 921 habitantes.
Se encuentra ubicado en el centro-sur de la región, en el valle del río Ipoly —un afluente izquierdo del Danubio— y cerca de la frontera con Hungría.

## Demografía
| Año        | 1994 | 2004     | 2014    | 2024    |
| ---------- | ---- | -------- | ------- | ------- |
| Población  | 858  | 950      | 951     | 921     |
| Diferencia |      | +10,72 % | +0,10 % | −3,15 % |

| Año        | 2023 | 2024    |
| ---------- | ---- | ------- |
| Población  | 921  | 921     |
| Diferencia |      | −1,42 % |